# Instituto Nacional de Industria
L'Instituto Nacional de Industria, més conegut pel seu acrònim INI, va ser l'entitat, creada pel govern, després de la Guerra Civil Espanyola, per controlar i revifar la malmesa indústria espanyola, concentrada majorment en territoris catalans, bascos i asturs, no gaire afins al règim imposat.

## Història
L'institut va nàixer gràcies al decret llei del 25 de setembre de 1941, com entitat de dret públic, amb la missió especifica de garantir, dintre de les seves competències, el compliment dels programes econòmics i industrials del govern, i en especial aquells sectors relacionats amb la defensa del país, i d'aquells altres bàsics relacionats amb el seu desenvolupament industrial. Sent el seu primer director, el Sr. Juan Antonio Suanzes Fernandez, amic personal del General Francisco Franco Bahamonde. El seu reglament provisional, va ser aprovat per decret el 22 de gener de 1942, i a tall d'exemple en el seu article segon especifica son fines primordiales del Instituto, entre otros, los de propulsar y financiar industrias a que se refiere la ley de creación, bien estimulando a la iniciativa privada con la ayuda económica necesaria, o creando por si mismo aquellas otras que el interés superior del país aconseje, que por exigir cuantiosas inversiones o por no producir beneficios suficientemente remuneradores del capital no sean creadas por la iniciativa privada.
L'INI es va constituir, com ja s'ha comentat abans, per reconstruir i donar impuls a l'economia espanyola des d'una visió molt particular de l'economia, amb la missió de dirigir i posar en marxa les nombroses inversions necessàries per a la industrialització del país, per poder atendre les necessitats de defensa i per finançar grans projectes industrials. Tot i axó, es deuen destacar les fallades més importants, i sobretot en els primers anys en què es relacionen les següents:
- La seva intervenció fou guiada principalment per criteris polítics i de prestigi nacional.
- En situació d'escassetat de recursos financers, els objectius fonamentals se centraven més per la quantitat produïda, que en la millora del rendiment econòmic.
- Els costos de producció i els preus eren superiors als mercats internacionals, restant competitivitat als productes espanyols.
- Les seves empreses tenien grans avantatges respecte als altres competidors privats, amb beneficis fiscals, aranzelaris, i financers.

Malgrat tot, es va aconseguir passar d'una indústria primària, del començament dels anys 40, fins a una indústria molt més desenvolupada a finals dels 70. Tot i això, amb l'entrada a la Comunitat Europea, va perdre la seva raó de ser, i es van anar privatitzant totes les seves empreses en els anys 80.
Va ser dissolt pel decret llei 5/1995 del 16 de juny de 1995, que creava dues noves entitats, l'Agencia Industrial del Estado (AIE) i la Sociedad Estatal de Participaciones Industriales (SEPI).

## Empreses participades
- ATESA – (Autotransporte Turístico Español S.A.) actualment empresa de lloguer de cotxes
- ASTANO - (Astilleros TAlleres del Norte), actualment absorbida per Bazán forma Navantia.
- Aviaco - (Aviación y Comercio), absorbida per Iberia en 1999.
- Empresa Nacional Bazán – Actualment en consorci amb diverses companyies.
- CASA - (Construcciones Aeronáuticas S.A.), actualment formant part del consorci EADS.
- ENASA – (Empresa Nacional de Autocamiones S.A.), Fabricant dels Pegaso, actualment en mans del grup italià IVECO.
- ENCE - (Empresa Nacional de Celulosa). Actualment cotitza en borsa amb el nom de ENCE Energía y Celulosa, S.A.
- ENDASA - (Empresa Nacional De Aluminio S.A.), Actualment INESPAL.
- Endesa - (Empresa Nacional de Electricidad SA), Actualment forma part de l'empresa semipública italiana Enel.
- Enfersa - (Empresa Nacional de Fertilizantes S.A.).
- Ensidesa - (Empresa Nacional Sidelúrgica S.A.), Actualment Aceralia, que actualment forma part del grup Acelor Mittal, amb seu a Luxemburg.
- Entursa - (Empresa Nacional de TURismo, S.A.), repartida entre diverses empreses privades.
- Empresa Nacional Santa Bárbara – Empresa d'armament, actualment en mans de General Dinamics Corporation Americana.[4]
- Hunosa - (Hulleras del Norte S.A.), Controlada pel SEPI.
- SEAT - (Sociedad Española de Automóbiles de Turismo), Actualment en el Grup Volkswagen.

Altres monopolis com CAMPSA, RENFE, Tabacalera (Comprada finalment per Imperial Tobacco), i Telefónica, no van formar part de l'INI.